# Tomohiko Hoshina
Tomohiko Hoshina (jap. 保科智彦 Hoshina Tomohiko; ur. 4 lipca 1987) – filipiński judoka. Olimpijczyk z Londynu 2012, gdzie zajął siedemnaste miejsce w wadze ciężkiej.
Uczestnik mistrzostw świata w 2005, 2007, 2010 i 2011. Startował w Pucharze Świata w 2010 i 2011. Siódmy na igrzyskach azjatyckich w 2010 i na mistrzostwach Azji w 2011. Wicemistrz igrzysk Azji Południowo-Wschodniej w 2007 i trzeci w 2005 roku.

## Letnie Igrzyska Olimpijskie 2012
| Konkurencja | Eliminacje           | Klas. końcowa |
| Konkurencja | Przeciwnik I         | Miejsce       |
| ----------- | -------------------- | ------------- |
| +100 kg     | Kim Sung-min (KOR) P | 17.           |